# Eric Saward
Eric Saward (8 de diciembre de 1944) es un guionista y editor de guiones de la BBC, abandonando este último puesto tras su trabajo en el programa Doctor Who en 1986.

## Carrera
Su carrera como guionista comenzó en el radioteatro mientras trabajaba como profesor. Más tarde pudo dedicarse a la escritura a tiempo completo. El entonces editor de guiones de Doctor Who, Christopher H. Bidmead se aproximó a él para que le enviara algunas ideas para la serie después de que le recomendara el editor de guiones de dramáticos en BBC Radio. Recibió el encargo de escribir la historia The Visitation. Esto, por su parte, hizo que fuera nombrado editor de guiones en recomendación de Antony Root, que había reemplazado brevemente a Bidmead. Además de este trabajo como editor de guiones, Saward también escribió las historias Earthshock, Resurrection of the Daleks y Revelation of the Daleks.
Él ha dicho en entrevistas que también hizo trabajos sin acreditar como guionista más allá de lo que normalmente es tarea de un editor de guiones, en The Awakening, The Twin Dilemma, Attack of the Cybermen y The Trial of a Time Lord entre otros. No todas estas afirmaciones han sido confirmadas por otras fuentes.
Otros trabajos relacionados con la franquicia incluyen el relato corto de 1983 Birth of a Renegade en el suplemento especial publiado por Radio Times en época de The Five Doctors (1983), el especial del 20 aniversario, y el radioteatro de 1985 Slipback. Escribió las novelizaciones de The Twin Dilemma y Attack of the Cybermen, así como los de The Visitation y Slipback para Target Books. Sus dos historias de Daleks están entre las pocas que nunca se novelizaron, mientras que Earthshock fue novelizada por Ian Marter.
Saward levantó controversia en 1985 porque muchas de las historias de Colin Baker en su primera temporada contenían numerosas escenas de violencia gráfica y temas oscuros, que muchos comentaristas encontraron inapropiadas para un programa dirigido a una audiencia familiar (en la temporada había baños en ácido, ahorcamientos, experimentos de mutación celular, ejecuciones por láser, canibalismo, envenenamientos, apuñalamientos, asfixia por cianura y un hombre al que le rompen las manos). A diferencia de críticas anteriores de violencia que se levantaron contra la serie (por ejemplo durante la época de Philip Hinchcliffe) esta crítica venía directamente de los telespectadores y de algunos fanes de Doctor Who, así como de críticos establecidos como Mary Whitehouse. El director de BBC One, Michael Grade, criticó la violencia de la primera temporada de Colin Baker, y afirmó que esa fue una de las razones por las que se puso la serie a descansar 18 meses entre 1985 y 1986. Saward defendió esas escenas, afirmando que se pretendía que fueran dramáticas y que avisaran al público contra la violencia del mundo real.
Saward no siempre tuvo una relación armoniosa con el productor de Doctor Who, John Nathan-Turner, lo que levantó tensiones ocasionales detrás de las cámaras. Saward solía protestar ante la insistencia de Nathan-Turner de no contratar guionistas con experiencia en Doctor Who, lo que le hizo que tuviera que trabajar duro, no siempre con éxito, en guiones inadecuados envidos por guionistas novatos. Saward también estaba en desacuerto con la elección de Nathan-Turner de Colin Baker como el Sexto Doctor. Esto llegó a su punto culminante durante la producción de The Trial of a Time Lord, a mediados de 1986, cuando dimitió como editor de guiones antes de finalizar esa producción. Aun así, la asociación de Saward con el programa continuó. En los noventa, escribió narración interconectiva para la publicación de los seriales incompletos, y más recientemente ha aparecido en entrevistas para los DVD de sus seriales, además de crear un relato corto para la colección de Big Finish. 
Saward también escribe radioteatro para Alemania. En términos de vida privada, Saward vivió tres años en Holanda, donde estuvo un tiempo casado. También tuvo una relación con la compañera escritora Paula Woolsey que duró unos años. Tiene dos hijas llamadas Natasha y Marielle.